# Dnevnik jedne ljubavi
Dnevnik jedne ljubavi je prvi LP album hrvatske pevačice Josipe Lisac. Produkcijska kuća Jugoton ga je izdala 1973. godine. Muziku je komponovao njen životni saputnik i preteča roka u SFRJ - Karlo Metikoš. Uveliko se smatra jednim od najboljim konceptualnih albuma hrvatskog pop roka, kao i jednim od najboljih albuma snimljenih na ovim prostorima. Sa albuma se naročito izdvaja pesma "O jednoj mladosti", jedan od njenih najvećih hitova.

## Pesme
Sve pesme su napisali Karlo Metikoš i Ivica Krajač.
1. O jednoj mladosti - 3:59
2. Srela sam se s njim - 3:10
3. Sreća - 3:11
4. Po prvi put - 2:50
5. Plačem - 4:11
6. Jedna kratka vijest - 3:19
7. Ležaj od suza - 4:29
8. Ne prepoznajem ga - 4:29
9. Vjerujem ti sve - 2:34
10. Kao stranac - 3:21

## Top liste

### Nedeljna lista
| Lista     | Najviša pozicija |
| --------- | ---------------- |
| HR top 40 | 1                |

### Mesečna lista
| Lista | Najviša pozicija |
| ----- | ---------------- |
| HDU   | 1                |